# Hosur, Hukeri
Hosur là một làng thuộc tehsil Hukeri, huyện Belgaum, bang Karnataka, Ấn Độ.